# Kansai Yamamoto
Pour les articles homonymes, voir Yamamoto.
Kansai Yamamoto (山本 寛斎, Yamamoto Kasai, né le 8 février 1944 et mort le 21 juillet 2020) est un des leaders de la mode japonaise contemporaine, en particulier durant les années 1970 et 1980.

## Biographie
Kansai Yamamoto est né en 1944 à Yokohama. Après des études en génie civil et en anglais à l'université, il poursuit son cursus au Bunka College of Fashion en 1967.
Il se forme auprès des créateurs Junko Koshino et Hisashi Hosono. Il reçoit en 1967 le Soen prize du Bunka College of Fashion et en 1977 le Tokyo Fashion Editors award.[réf. nécessaire]
En 1971,il crée sa propre marque : Yamamoto Kansai Company, Ltd., Tokyo.
Sa première collection est présentée à Londres en 1971 et aux États-Unis au sein du grand magasin Hess's à Allentown en Pennsylvanie, réputé pour ses collections d'avant-garde. 
Il débute à Paris en 1975 et ouvre sa boutique Kansai Boutique en 1977. Il se fait remarquer par la façon spectaculaire de présenter ses collections dans des décors hors-normes comme en 1981 à New York où il présente ce qui est qualifié de « spectacle ».
En 1998, il présente gratuitement « une sorte d'extravagance culturelle » devant 40 000 personnes à New Delhi. L'année suivante, avec Junko Koshino, il revisite le kimono, et relance un intérêt pour ce classique du vestiaire japonais. Il est aussi connu pour les motifs avant-gardistes de kimonos, notamment ceux portés par David Bowie lors de sa tournée en 1973. Depuis 2001, il est connu pour ses lunettes distribuées par Aoyama USA, mais développe tout le long de sa carrière de nombreux et très divers produits sous de lucratifs contrats de licence ; ceux-ci lui permettent d'acquérir une indépendance financière, laissant alors toute liberté pour créer.
En 2008, le musée Edo-Tokyo lui consacre une exposition intitulée « Netsuki Shinten: Kansai Genki Shugi ». L'année suivante, une rétrospective sur ses premières années est présentée au musée des Beaux-arts de Philadelphie.
Kansai Yamamoto conçoit le modèle de train Keisei série AE, en service depuis 2010. Il relie le centre-ville de Tokyo à l'aéroport international de Narita sur les services Skyliner.
En juillet 2013, il fait son retour dans le milieu de la mode lors du 19e festival du masque de Nouvelle-Bretagne, à Kokopo en Papouasie-Nouvelle-Guinée.
Le 1er novembre 2013, au Victoria and Albert Museum à Londres, un défilé retrace les quarante ans de carrière de Kansai Yamamoto.